# Palaeospondylus
Palaeospondylus gunni
Genre
Espèce
Synonymes
- Dipterus valenciennesi Sedgwick & Murchison, 1828[1]
- Palaeospondylus gunni Traquair, 1890[1]

Palaeospondylus est un genre éteint de mystérieux vertébrés fossiles semblables à des poissons. Ces fossiles ont été découverts dans de la carrière d'ardoises d'Achanarras à Caithness, dans le nord de l'Écosse. Ces roches sont d'âge Dévonien moyen.

## Description
Le fossile conservé est carbonisé et indique un animal en forme d'anguille ou de myxine d'une longueur maximale de 6 centimètres (2 pouces). Le crâne, qui doit avoir consisté en cartilage durci, présente des paires de capsules nasales et auditives, avec un appareil branchial au-dessous de sa partie d'entrave, mais aucune indication de mâchoires ordinaires[réf. nécessaire].

## Étymologie
Son nom spécifique, gunni, lui a été donné en l'honneur de John Gunn (d) (1801-1890), géologue britannique.

## Publication originale
- (en) R. H. Traquair, « On the fossil fishes found at Achanarras quarry, Caithness », Annals and Magazine of Natural History, Londres, Taylor & Francis, vol. 6, no 36,‎ décembre 1890, p. 479–486 (ISSN 0374-5481, OCLC 1481361, DOI 10.1080/00222939008694071).